# Owen Flanagan
Owen J. Flanagan Jr. (* 30. Januar 1949 in Bronxville) ist ein US-amerikanischer Philosoph und lehrt seit 1993 als Professor für Philosophie und Neurowissenschaften an der Duke University, seine Emeritierung war im Jahr 2017.
Flanagan besuchte die katholische Jungenschule Archbishop Stepinac High School in White Plains. Seine Dissertation schrieb er 1978 an der Boston University, dann lehrte er bis 1993 an der Frauenuniversität Wellesley College. Flanagans Hauptarbeitsgebiet ist die Philosophie des Geistes und hier insbesondere die Frage nach dem Selbst. Im Rahmen dieser Arbeit bezieht er auch buddhistische und hinduistische Konzeptionen mit ein, was u. a. zu einem Engagement beim Mind and Life Institute geführt hat.
In Bezug auf die allgemeine Theorie des Bewusstseins vertritt Flanagan eine naturalistische Position, dass sich mentale Phänomene im Rahmen einer materialistischen Konzeption erklären lassen. Er hat 1991 die Philosophen Colin McGinn, Thomas Nagel und Jerry Fodor sowie Noam Chomsky wegen ihrer Skepsis, das Leib-Seele-Problem auf rein physikalistischem Weg zu lösen, als „New Mysterians“ bezeichnet. Seine Theorie zum Traum verneint jegliche tiefere Funktion, er sei nur ein Zierrat (spandrel). Er hat zudem zu Fragen der Ethik gearbeitet. In einem Werk von 2021 hat er sich mit menschlichen Emotionen wie Wut und Scham befasst, die er für „kulturell erlernte Routinen“ hält. In der westlichen Kultur führe die Selbstbezogenheit zu ständiger Wut über angebliche Verletzungen durch andere, während die Scham über eigenes Fehlverhalten abgenommen habe. Trump sei dafür ein Beispiel. In anderen Kulturen werde völlig anders damit umgegangen. Einen Grund sieht er dafür im Vordringen der unwissenschaftlichen Psychoanalyse über Erziehungsratgeber und -zeitschriften. Sein letztes Buch über Suchtkrankheit (2025) führt sie auf vieldimensionale soziale und mentale Störungen zurück, die sich durch kulturelle, psychologische und neuronale Merkmale auszeichnen. Ihm geht es auch um Wege der Heilung.

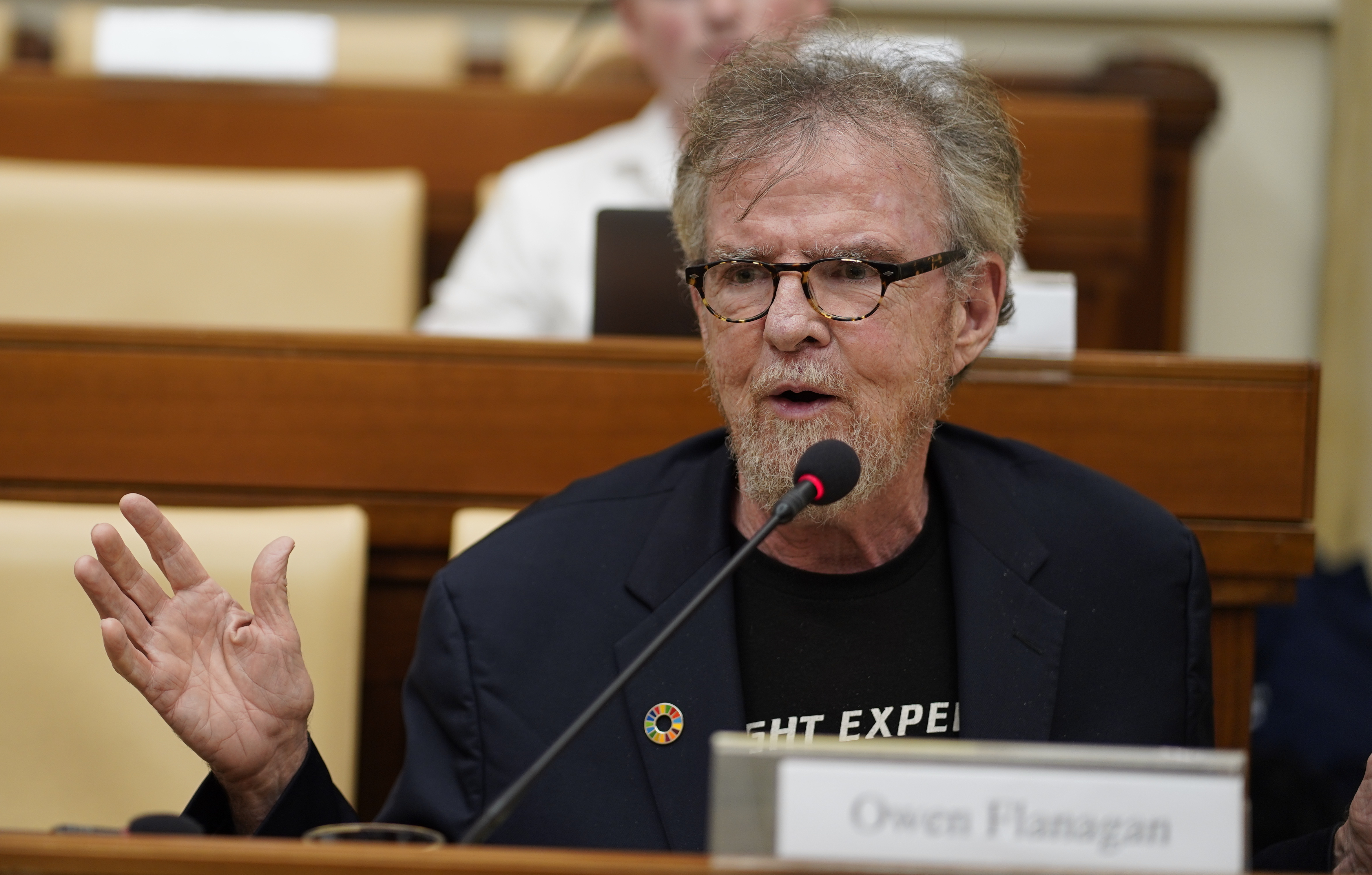
Owen Flanagan, 2019

Von 1993 bis 1994 war Flanagan Präsident der Society for Philosophy and Psychology.

## Werke
- The Science of the Mind, Mass., MIT Press, 1984
- Varieties of Moral Personality: Ethics and Psychological Realism, Harvard, Harvard University Press, 1991
- Consciousness Reconsidered, MIT Press, 1992
- Self Expressions: Mind, Morals, and the Meaning of Life, Oxford University Press, 1996
- Dreaming Souls: Sleep, Dreams, and the Evolution of the Conscious Mind, Oxford, Oxford University, 1999, ISBN 978-0-19512687-7
- The Bodhisattva's Brain – Buddhism Naturalized, Cambridge, Mass., The MIT Press, 2011, ISBN 978-0-26252520-6
- The Geography of Morals: Varieties of Moral Possibility, Oxford UP, 2016, ISBN 978-0-19094286-1
- How to Do Things with Emotions: Anger and Shame Across Cultures, Princeton University Press, 2021, ISBN 978-0691220970
- What Is It Like to Be an Addict?: Understanding Substance Abuse, Oxford University Press, 2025, ISBN 978-0199388929

## Einzelbelege
1. ↑  Owen Flanagan Jr. | Scholars@Duke profile. Abgerufen am 27. April 2025 (englisch).
2. ↑  Die klassischen Mysterians waren am Ende des 19. Jhts. z. B. Thomas Huxley und Emil Du Bois-Reymond, die bestimmte Fragen zum menschlichen Geist für unlösbar erklärt haben. Letzterer trug 1872 sein Ignoramus et ignorabimus in „Über die Grenzen des Naturerkennens“ vor.
3. ↑  Andreas Hirstein: Philosoph Owen Flanagan über Scham und Wut. In: Neue Zürcher Zeitung. 21. Februar 2024, ISSN 0376-6829 (nzz.ch [abgerufen am 27. April 2025]).

| Personendaten    | Personendaten                              |
| ---------------- | ------------------------------------------ |
| NAME             | Flanagan, Owen                             |
| ALTERNATIVNAMEN  | Flanagan, Owen J. Jr. (vollständiger Name) |
| KURZBESCHREIBUNG | US-amerikanischer Philosoph                |
| GEBURTSDATUM     | 30. Januar 1949                            |
| GEBURTSORT       | Bronxville (New York)                      |